# جون إرفينغ
جون إرفينغ (24 مايو 1953 بباتون روج في الولايات المتحدة - 12 أبريل 2015 بأتلانتا في الولايات المتحدة) (بالإنجليزية: John Irving)‏ هو لاعب كرة سلة أمريكي في مركزي الوسط وهجوم قوي الجسم. لعب مع Arizona Wildcats men's basketball ‏.

## وصلات خارجية
- جون إرفينغ على موقع سبورتس رفرنس (الإنجليزية)
- جون إرفينغ على موقع كلية كرة السلة في سبورتس رفرنس.كوم (الإنجليزية)
- جون إرفينغ على موقع ريلجم (الإنجليزية)